# 強迫的ホーディング
強迫的ホーディング（きょうはくてきホーディング、compulsive hoarding）とは、居住空間において大量の物品を度を越して収集（蒐集）することを止められず、それにより著しい苦痛・不全を起こしているという行動パターンである。DSM-5ではホーディング障害（ホーディングしょうがい、hoarding disorder）として定義され、日本語では「ためこみ症」と訳される。

## 症状
強迫的ホーディングは、健康リスク、機能不全、経済的問題、友人家族とのトラブルなどに関連づけられている。
悪化したホーディングにより臨床的に著しい機能不全を起こしている場合、調理、清掃、屋内移動、睡眠などの活動を制限するほど、空間が通常使用できないほどのものになりえる。そのため自身や他者にとって、火災、崩壊、不衛生（ネズミや害虫などの発生）、感染症、その他の健康問題や衛生安全上の災害を起こすリスクになりえる。
有病率は成人で2-5%ほどと推定される。児童・青年の発達期に、他人を世話し、散らかり具合をコントロールしてくれるであろう家族が、死去または失踪した場合、症状は悪化するというのが典型的とされる。
強迫的ホーディング者は、収集物へのこだわりや感情移入により物を捨てることができずにいる。
有名な症例として、アメリカのコリヤー兄弟やマリオン・ストークスの事例がある。

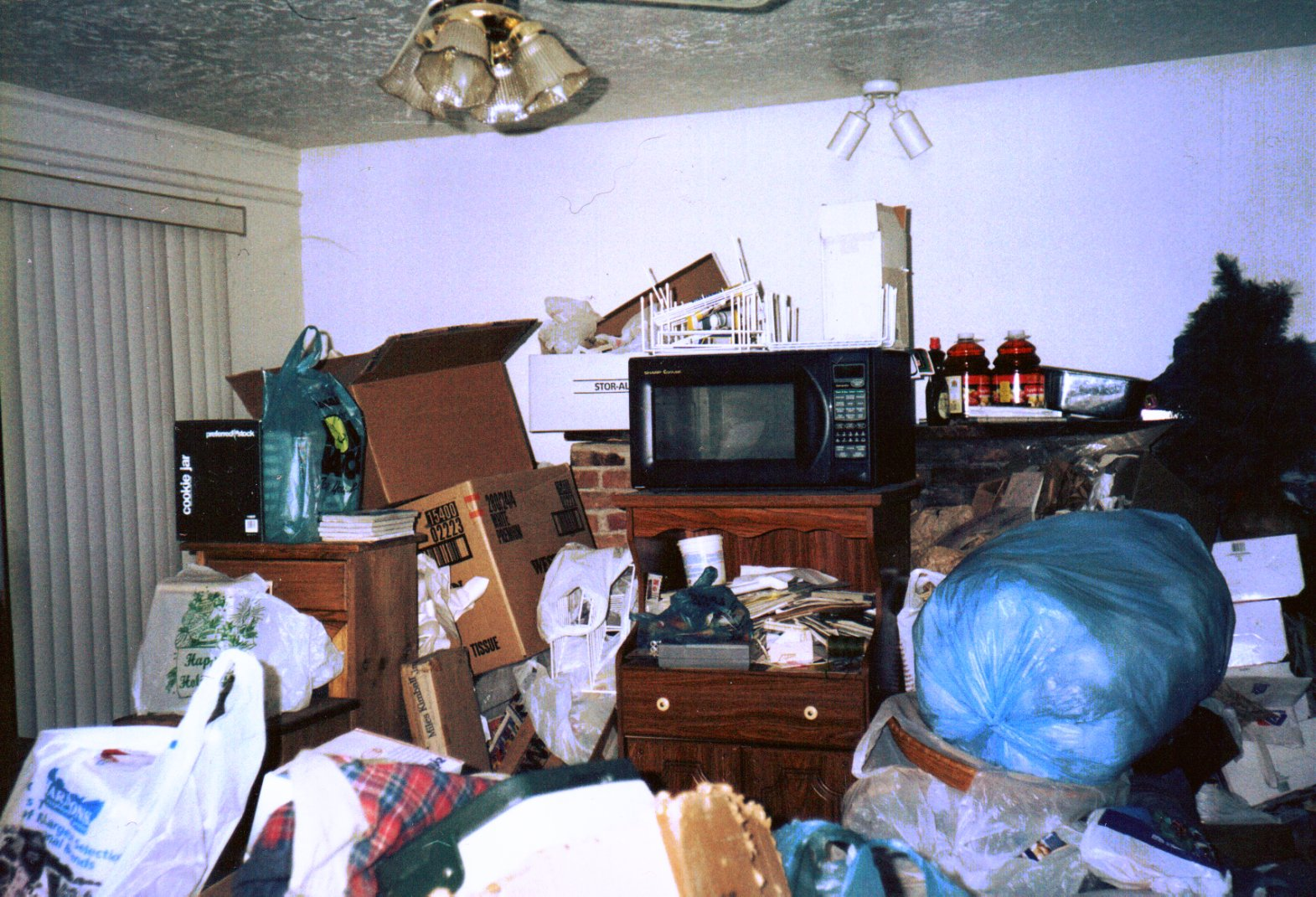
ホーディング者の部屋
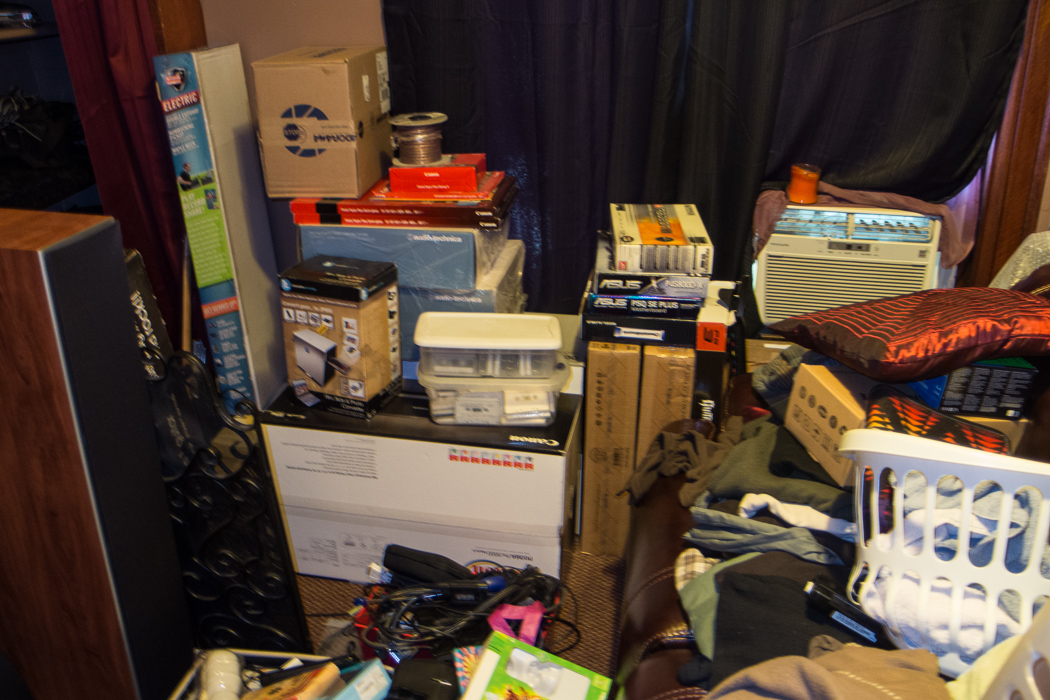
未開封のまま放置されている商品類

## 診断
強迫的ホーディングの研究は近年始まったばかりであり、精神疾患としてDSMにて定義されたのは2013年の第5版からである。
「強迫的」であるかどうかは、他の疾患ら（例えば強迫性障害）とはっきりと区別されていないが、現在のDSMでは強迫的ホーディングを精神疾患と強迫性障害症状の両者でリストしている。

### 診断基準
DSM-5においてホーディング障害（hoarding disorder）として定義される診断基準は以下のとおりである。
- A. 実際の価値とは関係なく、所有物を捨てること、または手放すことが持続的に困難である[3]。
- B. 品物を捨てることについての困難さは、品物を保存したいと思われる欲求やそれらを捨てることに関連した苦痛によるものである[3]。
- C. 所有物を捨てることの困難さによって、活動できる生活空間が物で一杯になり、取り散らかり、実質的に本来意図された部屋の使用が危険にさらされることになる。もし生活空間が取り散らかっていなければ、それはただ単に第三者による介入があったためである（例：家族や清掃業者、公的機関）[3]。
- D. ためこみは、臨床的に意味のある苦痛、または社会的、職業的、または他の重要な分野における機能の障害（自己や他者にとって安全な環境を維持するということも含めて）を引き起こしている[3]。
- E. ためこみは他の医学的疾患に起因するものではない（例：脳の損傷、脳血管疾患、プラダーウィリー症候群）[3]。
- F. ためこみは、他の精神疾患の症状によってうまく説明できない（例：強迫症の強迫観念、うつ病によるエネルギーの低下、統合失調症スペクトラム障害（統合失調症や他の精神病性疾患）による妄想、認知症における認知機能障害、自閉スペクトラム症における限定的興味）[3]。

DSM-5における診断基準を大きくまとめると
1. 捨てられない
2. 過剰に拾ってくる
3. 散らかす
4. ためこむことによる心理的苦痛や機能障害

の4つがあり、かつ他の精神疾患（統合失調症スペクトラム障害、発達障害、知的障害、認知症、うつ病、脳損傷など）では説明できない場合に診断される。
研究からは、重症度と相関が最も高いのは過剰収集であるが、似た状況を呈する買い物依存症とは相関がないとされる。またギャンブル依存症スケールとも相関がなく、病的嗜癖（依存症）とは異なる病態とされている。他方で不注意・過活動傾向が高く、ためこみ症患者の20%がADHDの診断基準を満たすという研究結果もあり、前頭葉の機能障害による認知機能の問題に起因する可能性が高いと考えられている。女性のADHDについて書かれた書籍として『片づけられない女たち』が知られる。

## 関連疾患
ホーディング（ためこみ行為）自体は、抑うつ（うつ病）、不安（不安障害）などの精神疾患や、発達障害（ADHD・ASD）でも一般的である。ほかにもアルコール依存症、パラノイド統合失調型パーソナリティ障害、回避性パーソナリティ障害などと関連付けられている。認知症による妄想やセルフネグレクトに起因するものも高い割合を示す。

## サブタイプ

### ビブリオマニア（本のホーディング）

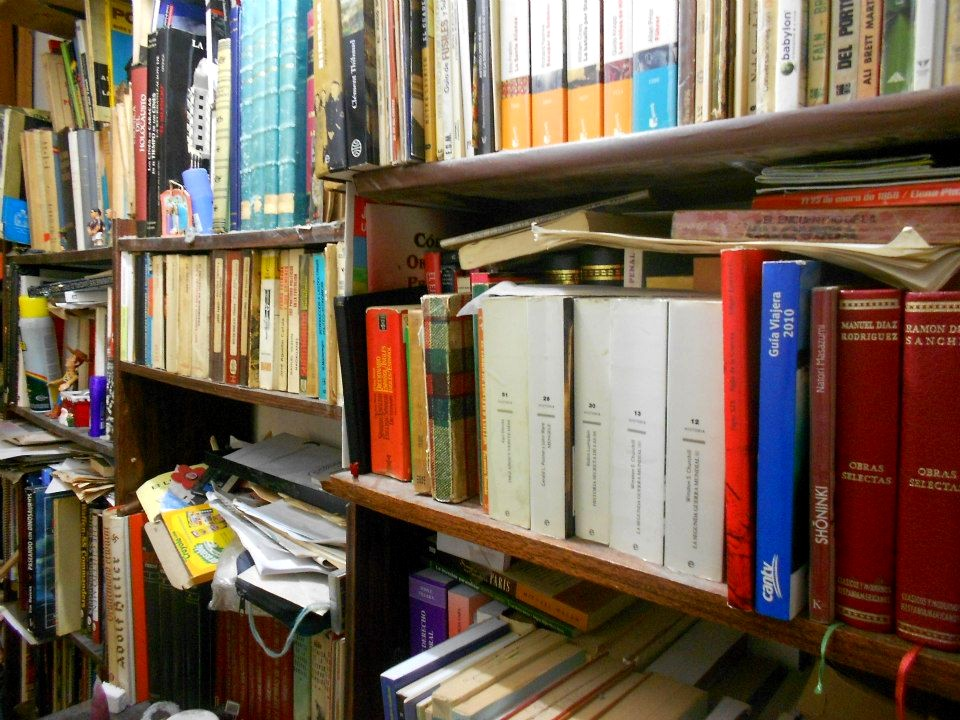
びっしりとした本棚は、ビブリオマニアの症状のひとつとされる

書物を愛する者をビブリオフィリア（愛書家）というが、ビブリオマニア（愛書狂）は、本の収集やホーディングが、社会的関係や健康を損なうほどになった疾患である。いくつかの精神疾患には本に関連したものがあり、bibliophagyや書籍窃盗愛好者（bibliokleptomania）などがある。ビブリオマニアは、従来の書籍収集家よりも、収集的価値や本質的価値のない本を収集することが特徴である。同じ本を版数ごとに複数収集し、利用や娯楽に供すことができる範囲を超えて収集するのが、彼らに多く見られる症状である。

### 多頭飼育崩壊（動物のホーディング）
多頭飼育崩壊（アニマルホーディング）は、施設的・能力的に飼える数以上の動物を飼育して日常生活や健康にまで支障を及ぼす状況を指す。概して飼い主は飼育能力の超過を否認するが、飼っている動物の生育状況は往々にして悪く飼い主自身の健康や家族まで含めた日常生活・さらには近隣環境にまで悪影響を及ぼしていることが多い。

### デジタル・ホーディング
デジタル・ホーディング、e-ホーディングとは、もはやその個人にとって価値がないのにもかかわらず、電子データを過度に取得し、それらの削除を拒むことである。この行為にはデジタルストレージ機器の大量保有や、無用な電子データの所有なども含まれる。この用語はポップカルチャーで普及しつつあり、強迫的ホーディングとして描かれる。不要な物品（"clutter"や"junk"）を過剰に保有することになぞらえて、俗に"digital clutter"などとも呼ばれる。
- ブラウザーのタブ
- 過度なデスクトップアイコン
- デジタル写真
- 古いドキュメント
- 電子ファイル・フォルダ
- メールボックスの受信トレイ

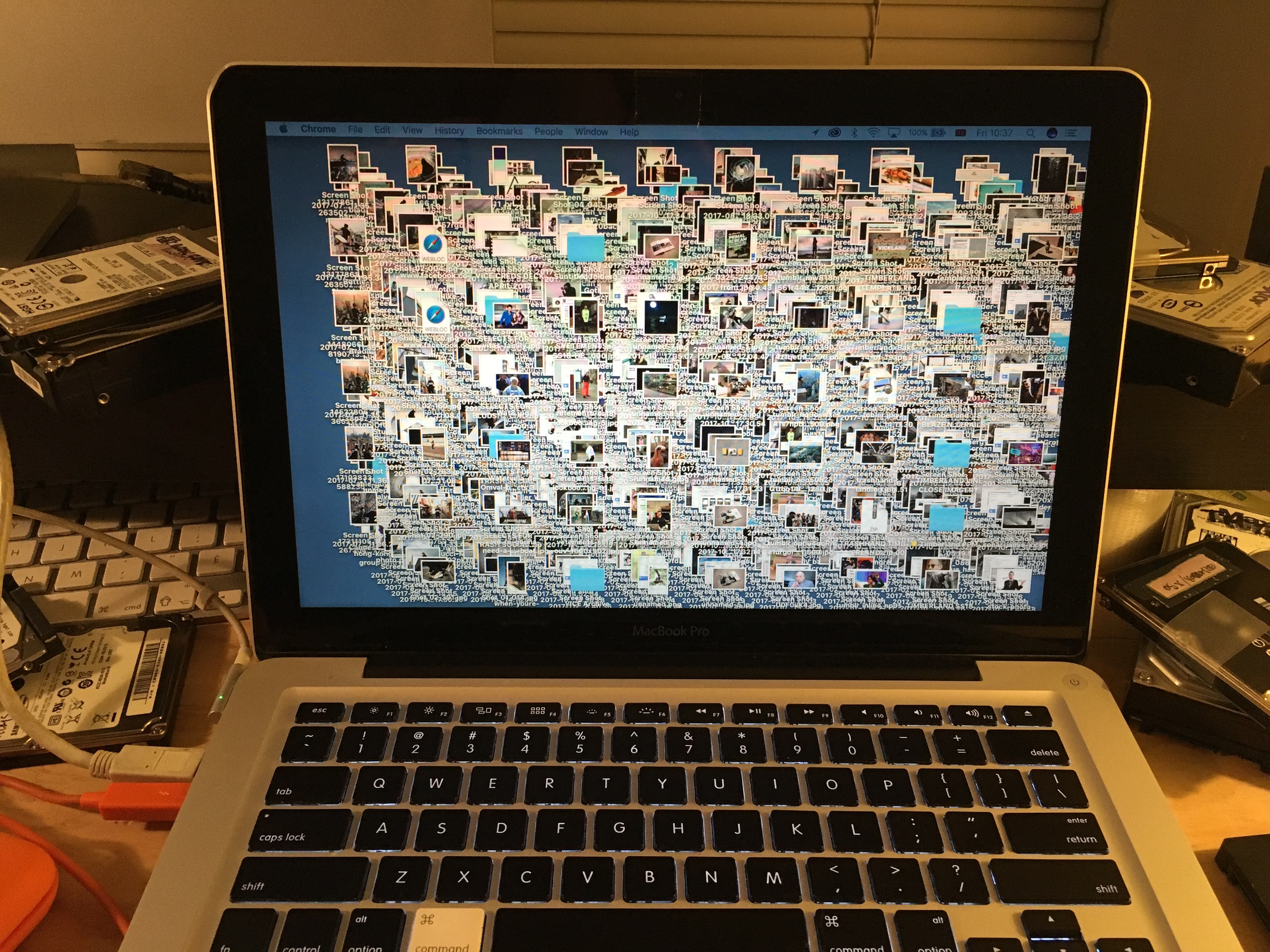
アイコンで埋め尽くされたパソコンのデスクトップ画面

- もはや参照していないインターネット・ブックマーク
- 音楽、動画ファイル
- もはや使用していない古いソフトウェア、プログラム、アプリケーション

## 治療
薬物療法、認知行動療法 (CBT) などが試みられている。
疾患概念としてまだ新しいためエビデンスは不十分であり、定式化された標準的治療法は確立されていない。
治療においては、どうにかしたいという思いと処分への強い抵抗感のはざまで苦しんでいることを理解し、許可なく所有物に触れたり動かしたりしないことを約束したうえで、次のような認知行動療法の技法を用いて患者をサポートしていく。
まずは、動機づけ面接や心理教育を通して、治療に向けた動機づけの強化を図っていく。次に、認知再構成法（物事に対する捉え方、認知の変容を目的とする技法）などを用いながら、不要なものと必要なものの選別を行い、不要なものを段階的に廃棄していけるよう、廃棄の優先順位づけをサポートする。
その後、行動実験（Aという行動をした場合Bという恐れている結果が起こるかどうか、実際に検証する技法）を行い、所有物を廃棄しても恐れている結果は起こらないということへの気づきを得て、不安の軽減を図っていく。これらを通して、最終的には不要なものの段階的な廃棄、整理や片付けのルーティーン化を実現できるよう支援していく。